# Michel Wagemans
Michel Wagemans (* 1960; † 21. Februar 2015) war ein belgischer Pianist und Musikpädagoge.

## Leben
Wagemans studierte Klavier und Kammermusik am Königlichen Konservatorium Brüssel. Er setzte seine Ausbildung an der Chapelle Musicale Reine Elisabeth in Argenteuil bei Robert Steyaert und an der Universität für Musik und darstellende Kunst Wien bei Hans Kann und Paul Badura-Skoda fort und gewann 1985 den Ersten Preis beim Internationalen Klavierwettbewerb in Senigallia. Weitere Preise gewann er u. a. beim Klavierwettbewerb in Porto und bei der Maria Canals International Music Competition in Barcelona. 
Als Konzertpianist trat Wagemans in ganz Europa, in den USA und Südamerika auf. Als Kammermusiker arbeitete er regelmäßig mit Claudi Arimany, Claude Delangle, Viktor Kuleshov, Maxence Larrieu, der Camerata Virtuosi und dem Ellipsis Ensemble zusammen und war Gründungsmitglied des Beethoven Piano Quartets (mit Marçal Cervera, Joaquín Palomares und Paul Cortese). Weitere Kammermusikpartner waren u. a. János Bálint, Gloria Fabuel, Thomas Mark Fallon, Eduard Giménez, Dalmau González, Ab Koster, Alain Marion, Massimo Mercelli, Stefano Palatchi, Jean Pierre Rampal, Janos Starker, Josef Suk, Günther Theuring und Sílvia Tro Santafé.
Wagemans spielte u. a. Kompositionen von Franz Doppler, Ernest Bloch, Edmond Singer, Oscar Briche, Josep Soler i Sardà und Robert Gerhard auf CD ein. Seine Aufnahme der Kompositionen Darius Milhauds für Bratsche und Klavier mit Paul Cortese wurde 1999 für einen Gramophone Classical Music Award nominiert. Ab 1992 war er Professor für Klavier am Conservatori Superior de Música del Liceu in Barcelona, ab 2011 künstlerischer Leiter der Klavier- und Kammermusikkurse der Fundació Universitària Martí l'Humà der Autonomen Universität Barcelona.